# ピアノ協奏曲 (バーバー)
ピアノ協奏曲（英語: Piano Concerto）作品38は、サミュエル・バーバーの協奏曲の一つ。独奏楽器と管弦楽のために作曲された3つある協奏曲の中で、最後の作品である。

## 概要
楽譜出版社シャーマーから創立100周年記念作品の依嘱を受け、1960年3月に着手された。当初より、初演予定者のジョン・ブラウニングを意図し、その格別の鍵盤技巧を念頭において創られた。最初の2つの楽章は1960年の暮れまでに完成したが、終楽章は、世界初演の15日前になるまで仕上がらなかった。1962年9月24日に、リンカーンセンターのエイヴリー・フィッシャー・ホール（当時はフィルハーモニック・ホール）の杮落としの音楽祭でブラウニングのピアノと、エーリヒ・ラインスドルフの指揮、ボストン交響楽団によって初演された。ただし、ブラウニングはフィナーレを指示されたテンポ通りには演奏できなかったという（1991年のRCAの録音のライナーノートより）。ウラジーミル・ホロヴィッツもテンポ通りに演奏できなかったのを見て、バーバーはようやくフィナーレのピアノパートを改定した。批評家からの大絶賛に遭い、1963年度ピュリッツァー賞の第2等を受賞して、1964年には音楽評論家サークル賞を授与された。
第2楽章は、1957年頃に知り合ったドイツ人の学生マンフレート・イベル（Manfred Ibel）のために作曲したフルートとピアノのための『エレジー』（1959年）が元となっている。このこともあり、本曲はブラウニングではなくイベルに献呈されている。バーバーは第2楽章をフルートとピアノのために再度編曲し、『カンツォーネ』作品38aとして本曲と同時に出版した。さらに、最晩年に『カンツォネッタ』の名でオーボエと弦楽のためにも編曲を試みたが未完に終わり、死後に補筆されて作品48として出版された。

## 楽器編成
ピッコロ1、フルート2、オーボエ2、イングリッシュホルン1、クラリネット2、バスクラリネット1、ファゴット2、ホルン4、トランペット3、トロンボーン3、ティンパニ、打楽器、ハープ、弦楽五部。

## 楽章構成
下記の3楽章から成る。演奏時間は約25分。
1. アレグロ・アパッショナート
2. カンツォーネ。モデラート
3. アレグロ・モルト

### 開始楽章
初めは調号が無いが、主部以降はホ短調に終始する。ソナタ形式。ピアノ独奏が主要主題の一つを呈示しながら第1楽章が始まりを告げると、やがて激情的な全奏に進む。この開始部では、楽章の主立った旋律が搾り出される。バーバーはこれらの旋律の、反行形や逆行形などの対位法的な変形によって、楽章全体を長大なものにするとともに、その変形された旋律を後の楽章に循環させている。

### 中間楽章
嬰ハ短調が支配的な緩徐楽章で、先行楽章よりもはるかに和らいだ調子である。もっぱら甘く切ない旋律に基づいており、随所で聞こえるヴァイオリンやチェロ、ホルン、フルート、オーボエ、ハープのソロ楽句が趣を添える。曲想や楽章の構成、旋律主題の素朴な性格から、ラヴェルの協奏曲の前例を髣髴させずにおかない（一方、両端楽章は、その激烈な性格やモダンな響きと驀進するリズムから、ブラウニングが得意としたプロコフィエフの協奏曲を連想させる）。メインの主題が変形されるコーダ付きの三部形式。

### 最終楽章
ほぼ変ロ短調。ロンド形式。凄まじく速い5/8拍子の楽章で、不協和音を駆使し、ガンガンと打ち込まれるオスティナートもあって、どちらかといえば忌まわしい響きがする。金管楽器を重用する楽章だが、最後はピアニストが目も眩むような演奏技巧の限りを尽くし、劇的なピアノによって締め括る。

## 音源
初演者ブラウニングは、1964年にジョージ・セル指揮クリーヴランド管弦楽団と、1991年にはレナード・スラットキン指揮セントルイス交響楽団との共演で本作品を録音している。その他の録音に、1976年にマサチューセッツ工科大学交響楽団によるものや、マリン・オールソップ指揮ロイヤル・スコティッシュ管弦楽団とスティーヴン・プルツマンの独奏によるもの、アンドルー・シェンク指揮ロンドン交響楽団とテッド・ヨセルソンの独奏によるものがある。